# Harald Riedl
Harald Riedl (* 18. August 1961 in Bad Aussee) ist ein österreichischer Vielseitigkeitsreiter.
Der gelernte Kfz-Mechaniker war 1982 mit Heiko Österreichischer Staatsmeister. Bei den Weltreiterspielen 1990 in Stockholm belegte er mit Jolly Jumbo den 30. Platz. 2001 wurde Riedl mit Earl Pat zum zweiten Mal Staatsmeister. Bei den Weltreiterspielen 2002 in Jerez belegte er mit Earl Pat den 38. Platz. 2004 nahm Riedl an den Olympischen Spielen in Athen teil und wurde 58. im Einzel und 13. mit dem österreichischen Team. Allerdings wurde sein Pferd Foxy XX bei der Dopingkontrolle positiv getestet. Riedls Einzelwertung wurde gestrichen und er erhielt eine Sperre von drei Monaten. Bei den Weltreiterspielen 2006 in Aachen erreichte Riedl mit Davigna mit der österreichischen Mannschaft den zehnten Platz.